# Le Soir (Cameroun)
Pour les articles homonymes, voir Le Soir (homonymie).
Le Soir est un tri-hebdomadaire camerounais d'enquêtes et d'informations générales. 
Il a pour directeur de publication Armand Mbianda.

## Ligne éditoriale
Le Soir est un journal papier qui parait 3 fois par semaine au Cameroun et qui est un journal d'enquêtes et d'informations.